# Hallands län
Hallands län er et svensk län beliggende i det sydvestlige Sverige. Det grænser op til Västra Götalands län, Jönköpings län, Kronobergs län og Skåne län.

## Landskap
Landskapet Halland svarer næsten til nutidens Hallands län, dog hører en del af Hylte kommun til Småland, og Östra Karup i Båstads kommun til Skåne län.

## Kommuner i Hallands län
Hallands län er inddelt i seks kommuner, der listet fra nord til syd er:
| Kommune    | Indbyggertal | Kommuner i Hallands län |
| ---------- | ------------ | ----------------------- |
| Kungsbacka | 74.448       |                         |
| Varberg    | 57.747       |                         |
| Falkenberg | 40.921       |                         |
| Hylte      | 10.216       |                         |
| Halmstad   | 91.419       |                         |
| Laholm     | 23.373       |                         |

## Større byer
De ti største byer i Hallands län, sorteret efter indbyggertal:
| #  | Byområde   | Befolkning |
| -- | ---------- | ---------- |
| 1  | Halmstad   | 55.688     |
| 2  | Varberg    | 26.041     |
| 3  | Falkenberg | 18.972     |
| 4  | Kungsbacka | 17.784     |
| 5  | Onsala     | 11.375     |
| 6  | Billdal    | 9.609      |
| 7  | Laholm     | 5.835      |
| 8  | Oskarström | 4.011      |
| 9  | Hyltebruk  | 3.742      |
| 10 | Åsa        | 3.218      |

En del af Billdal ligger i Göteborgs kommune, Västra Götalands län.
Indbyggertal pr. 31. december 2005, Statistiska centralbyrån (SCB).